# William Pars
William Pars (Londra, 1742 – Roma, 1782) è stato un pittore inglese.

## Biografia

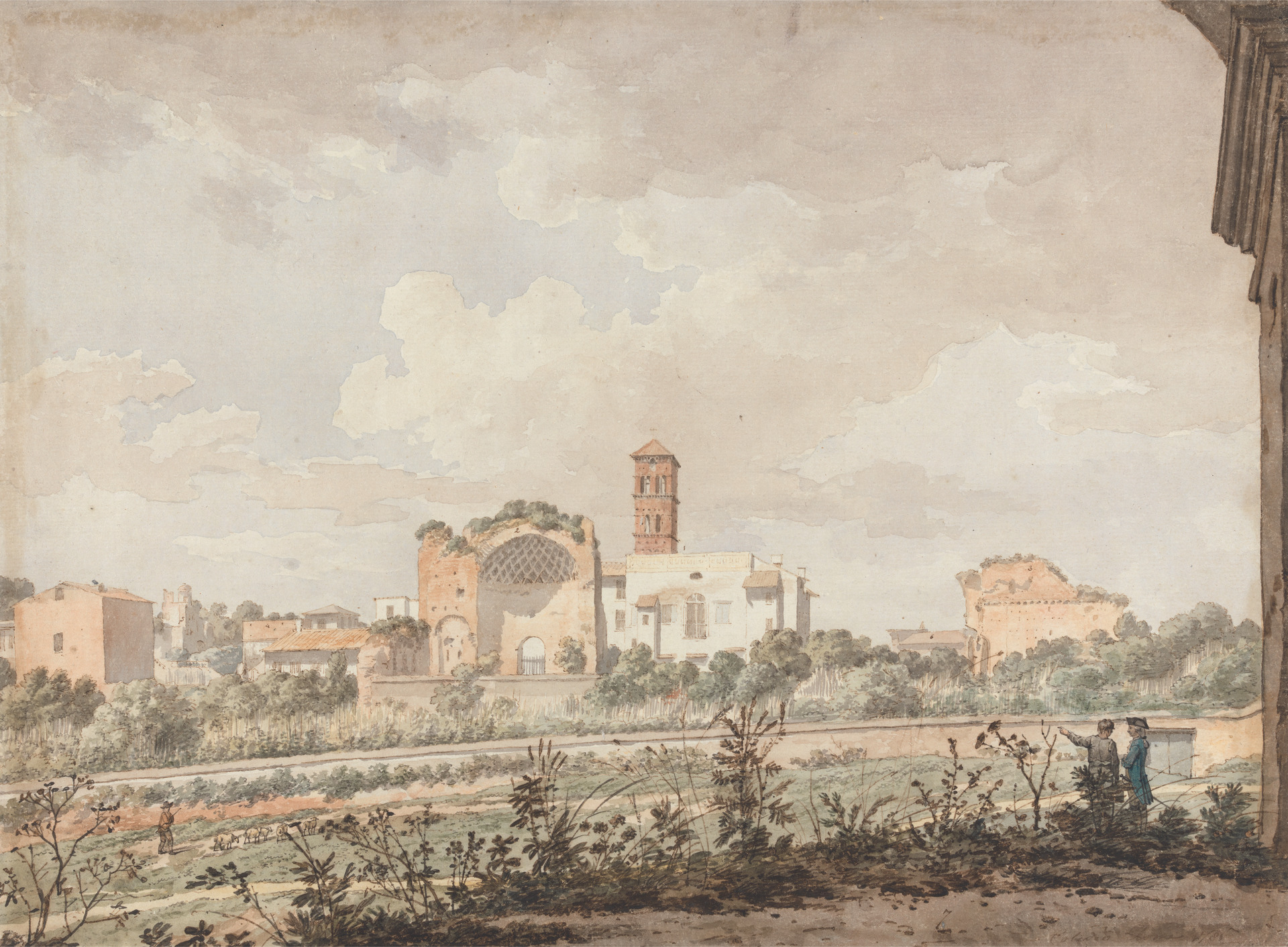
Tempio di Venere con Roma sullo sfondo, acquerello, Yale Center for British Art

Formatosi presso la Saint Martin's Lane Academy, espose nel 1760 alla Society of Artists divenendo nel 1761 membro della Free Society of Artists. Visitò l’Europa, la Grecia e Roma, e fu nominato membro associato della Royal Academy nel 1770. Realizzò piccoli ritratti a figura intera, nonché disegni e acquerelli ispirati ai suoi viaggi, con templi dell’Asia Minore e della Grecia: un bell'esempio è il Tempio di Atena a Sunion, ora al British Museum di Londra.